# Pedro Pires
Pedro Verona Rodrigues Pires (* 29. dubna 1934, ostrov Fogo, Kapverdy) je kapverdský politik. V letech 1975–1991 působil jako premiér ostrovního afrického státu Kapverdy, v letech 2001–2011 byl jeho prezidentem.
Rodák z malé vesnice ležící pod sopkou Pico do Cano na jednom z ostrovů jižní kapverdské skupiny získal inženýrský diplom v Portugalsku. Již během studií se připojil k protikoloniálnímu hnutí. Před povolávacím rozkazem do portugalské armády uprchl do Ghany, kde se sblížil s Amílcarem Cabralem a jeho Africkou stranou za nezávislost Guineje a Kapverd (Partido Africano da Independência da Guine e Cabo Verde - PAIGC).
Z Ghany odešel do Alžírska, kde prodělal vojenský výcvik, a následně na Kubu, kde se roku 1966 podílel na přípravě plánů invaze PAIGC na Kapverdy. Plán se nakonec nikdy neuskutečnil a Kapverdy dosáhly nezávislosti vyjednáváním. Byl to právě Pires, kdo byl hlavním vyjednavačem PAIGC.
Po osamostatnění Kapverd v roce 1975 byl Pires Lidovým národním shromážděním jmenován prvním premiérem země. Spolu s prezidentem Pereirou zastával Pires politiku nezúčastněnosti ve studenoválečném konfliktu, byl ostrým odpůrcem jihoafrického apartheidu. Často vystupoval proti zahraničním intervencím v Africe a apeloval na to, aby sami Afričané prostřednictví Organizace africké jednoty nesli odpovědnost za africké záležitosti.
Po převratu v Guineji-Bissau byla vládní strana přejmenována na Africkou stranu kapverdské nezávislosti (Partido Africano da Independência de Cabo Verde - PAICV) a začala uplatňovat represe vůči opozici.
Roku 1991, poté, co v prvních volbách, ve kterých mohlo své kandidáty postavit více stran, PAICV prohrála, stal se Pires po Pereirovi šéfem strany. V následujících letech vlády strany Hnutí za demokracii (Movimento para a Democracia - MPD) zastávala PAICV pod Piresovým vedením pozici konstruktivní a státotvorné opozice, což je v afrických podmínkách spíše ojedinělé chování opoziční strany. Tato politika se Piresovi vyplatila, PAICV se roku 2001 navrátila po vyhraných demokratických volbách k moci a Pires byl zvolen třetím prezidentem země.
Výsledek voleb byl ve druhém kole velmi těsný. Volby se tak staly zkouškou demokracie na Kapverdách. Pedro Pires, porazil kandidáta MPD, premiéra předchozích vlád v letech 1991–2001 Carlose Alberta Wahnona de Carvalho Veigu o pouhých 17 hlasů. Výsledky voleb byly uznány i MPD a nedošlo tak k žádnému zpochybnění demokratických institucí.
Ve volbách v únoru 2006 se opakoval souboj Pires-Veiga. Pires v těchto volbách obhájil svůj úřad, i když výsledek byl opět poměrně těsný a rozdíl v poměru hlasů představoval jen necelá dvě procenta.

## Vyznamenání
- velkokříž Řádu Kristova – Portugalsko, 31. ledna 1983[1]
- velkokříž s řetězem Řádu prince Jindřicha – Portugalsko, 22. dubna 2002[1][2]
- Řád José Martího – Kuba, 2005[2][3][4]
- velkokomtur Řádu republiky – Gambie, 2008[2]
- Řád Východního Timoru – Východní Timor, 2011[2]
- Medaile Amílcara Cabrala – Guinea-Bissau[2]
- Řád Amílcara Cabrala – Kapverdy[2]
- velkokříž Národního řádu lva – Senegal[2]